# Baloncesto universitario
El baloncesto universitario es el baloncesto practicado por equipos de estudiantes deportistas aficionados en universidades y colegios universitarios. En Estados Unidos, las universidades se rigen por organismos deportivos colegiados, como la National Collegiate Athletic Association (NCAA), la National Association of Intercollegiate Athletics (NAIA), la United States Collegiate Athletic Association (USCAA), la National Junior College Athletic Association (NJCAA) y la National Christian College Athletic Association (NCCAA). Cada una de estas organizaciones se subdivide en una o tres divisiones, en función del número y el nivel de las becas que pueden concederse a los atletas. Los equipos con más talento tienden a ganar a los equipos con menos talento.
Cada organización tiene diferentes conferencias para dividir a los equipos en grupos. Tradicionalmente, la ubicación de una escuela ha sido un factor importante a la hora de determinar la afiliación a una conferencia. La mayor parte de los partidos del calendario de un equipo durante la temporada se disputan contra otros miembros de la misma conferencia. Por lo tanto, la proximidad geográfica de los miembros de una conferencia permite el desarrollo de rivalidades locales y minimiza los costes de desplazamiento. Además, los partidos televisados en la misma zona horaria que la de los seguidores del equipo visitante suelen atraer a más público, lo que aumenta el valor de los derechos de difusión.
La compatibilidad institucional es otro factor que puede llevar a las escuelas a agruparse en la misma conferencia. Por ejemplo, en 2024, todos los miembros de pleno derecho de la West Coast Conference son universidades cristianas situadas en la zona horaria del Pacífico. La Ivy League está formada por instituciones con un alto nivel académico similar que prefieren programar casi todos los partidos de baloncesto de su conferencia los viernes y sábados, excepto durante las pausas entre semestres, para minimizar la interrupción causada a los estudios de los estudiantes deportistas.
Desde la década de 90, la proximidad geográfica se ha convertido gradualmente en un factor menos importante a la hora de determinar la pertenencia a las conferencias de la División I de la NCAA. Por ejemplo, la Big Ten Conference estaba compuesta originalmente por instituciones del Medio Oeste. Desde entonces se ha ampliado para incluir miembros de Nueva Jersey, Maryland y Pensilvania. El 1 de julio de 2024, la Big Ten admitirá cuatro nuevos miembros, todos ellos situados en la zona horaria del Pacífico. La Atlantic Coast Conference (ACC) tenía una huella que se extendía desde Maryland hasta Florida, con todos sus miembros ubicados en estados de la Costa Atlántica en la década de 1990. Desde entonces se ha ampliado para incluir miembros en Massachusetts, Nueva York, Pensilvania, Kentucky e Indiana. El 1 de julio de 2024, la ACC admitió dos nuevos miembros ubicados en California y uno en Texas.
Los cambios en el número de miembros de las conferencias se deben principalmente a que las escuelas buscan lucrativos acuerdos de derechos de prensa y socios de juego competitivos para sus programas de fútbol. En la mayoría de los casos, las escuelas albergan el mayor número posible de sus deportes en la misma conferencia principal. Así pues, los cambios de afiliación impulsados por el fútbol provocan cambios en la composición de las conferencias de baloncesto. Cuando una conferencia pierde un miembro en favor de otra, suele intentar reclutar un sustituto de una tercera conferencia. Esto desencadena un efecto dominó, y las conferencias más pequeñas y menos estables luchan por seguir siendo lo suficientemente grandes como para competir al mismo nivel que en el pasado. Las conferencias más pequeñas de la División I a veces reclutan equipos de la División II y ayudan a esas instituciones en su transición a la División I, con el fin de reemplazar a los equipos que han perdido. A veces, esto se hace de forma preventiva para hacer más grande la conferencia y protegerla contra la posible pérdida de algunos de sus equipos.
Los equipos no están obligados a unirse a conferencias y pueden jugar como independientes. Chicago State es actualmente el único equipo independiente de baloncesto de la División I de la NCAA. Encontrar oponentes puede ser problemático para un equipo independiente, especialmente durante la última parte de la temporada, cuando la mayoría de los otros equipos juegan regularmente contra oponentes de conferencia. Además, cada conferencia recibe una invitación automática para el torneo de la NCAA. Los equipos independientes no tienen acceso a dicha vía y deben ser seleccionados at-large para participar en el torneo. Chicago State se unirá a la Northeast Conference el 1 de julio de 2024, con lo que no quedarán equipos independientes en la División I de la NCAA.
La mayoría de los partidos entre rivales de conferencia tienen lugar en la última parte de la temporada. Aunque hay varias clasificaciones de equipos en toda la NCAA, también hay clasificaciones de conferencia basadas en los resultados de los partidos contra rivales de conferencia. Una vez completado el calendario de la conferencia, ésta organiza un torneo en el que participan algunos o todos sus equipos. Las clasificaciones de la temporada regular de la conferencia se utilizan generalmente para determinar la clasificación y la siembra en el torneo de la conferencia. La Western Athletic Conference es una excepción. Utiliza la clasificación de la temporada regular de la conferencia para determinar la clasificación para su torneo, pero la clasificación se basa en una fórmula de clasificación de la fuerza de los clasificados, incluyendo sus actuaciones contra oponentes de fuera de la conferencia. En la mayoría de los casos, el ganador del torneo de la conferencia recibe una invitación automática para el torneo de la NCAA. Sin embargo, los equipos en transición de la División II no pueden participar en el torneo de la NCAA. Por lo tanto, si un equipo de este tipo gana un torneo de conferencia, la conferencia utilizará un método alternativo para seleccionar al equipo que recibirá su oferta automática. Algunas conferencias permiten a los equipos en transición participar en sus torneos de conferencia; otras no lo permiten.

## Historia
La historia del baloncesto se remonta a una YMCA International Training School, conocida hoy como Springfield College, situada en Springfield, Massachusetts. El deporte fue creado por un profesor de educación física llamado James Naismith, quien en el invierno de 1891 recibió el encargo de crear un juego que mantuviera en forma a los atletas de pista y que evitara que se lesionaran. La fecha del primer partido formal de baloncesto jugado en la Escuela de Entrenamiento YMCA de Springfield bajo las reglas de Naismith se da generalmente como el 21 de diciembre de 1891. Durante la historia y el auge del baloncesto universitario surgieron muchos problemas, conocidos como «guerras civiles» en el baloncesto universitario, según Kurt Edward Kemper. Al principio, todas las universidades eran consideradas competidoras en igualdad de condiciones, ya que no existían divisiones ni conferencias, lo que provocó la protesta de las universidades más pequeñas. Con el tiempo se creó el programa NIT, pero era sólo para las universidades más grandes, por lo que en 1937 tuvieron que crear la NAIB para las universidades más pequeñas. El baloncesto comenzó a jugarse en algunos campus universitarios hacia 1893. 

### Primeras universidades
La primera universidad conocida en presentar un equipo de baloncesto contra un oponente externo fue Vanderbilt University, que jugó contra la YMCA local en Nashville, Tennessee, el 7 de febrero de 1893, donde Vanderbilt ganó 9-6.  El segundo caso registrado de un partido de baloncesto universitario organizado fue el partido del Geneva College contra el New Brighton YMCA el 8 de abril de 1893, en Beaver Falls, Pennsylvania, en el que Geneva ganó 3-0.
El primer partido registrado entre dos equipos universitarios se produjo el 22 de noviembre de 1894, cuando el equipo de baloncesto masculino Drexel Institute of Art, Science and Industry (ahora conocido como Drexel University) se enfrentó al equipo de baloncesto masculino Temple College (ahora conocido como Temple University). Drexel ganó el partido, que se jugó con reglas que permitían nueve jugadores por bando, entre otras muchas variaciones del baloncesto moderno, por 26-1. El primer partido intercolegial en el que se utilizó la regla moderna de cinco jugadores por bando se suele atribuir a un partido entre los Universidad de Chicago y los Universidad de Iowa, en Iowa City, Iowa, el 18 de enero de 1896.  El equipo de Chicago ganó el partido 15-12, bajo el entrenamiento de Amos Alonzo Stagg, que había aprendido el juego de James Naismith en Springfield YMCA.  Sin embargo, algunas fuentes afirman que el primer "verdadero" partido intercolegial de cinco contra cinco fue un encuentro disputado en 1897 entre Yale y Penn, porque aunque el equipo de Iowa que jugó contra Chicago en 1896 estaba compuesto por estudiantes de la Universidad de Iowa, al parecer no representaba oficialmente a la universidad, sino que estaba organizado a través de una YMCA.  Hacia 1900, el baloncesto se había extendido a las universidades de todo el país.

### Torneos
El torneo nacional anual de la Amateur Athletic Union de Estados Unidos (jugado por primera vez en 1898) solía enfrentar a equipos universitarios contra equipos no universitarios. Cuatro universidades ganaron el campeonato del torneo de la AAU: Utah (1916), NYU (1920), Butler (1924) y Washburn (1925). Los equipos universitarios también fueron subcampeones en 1915, 1917, 1920, 1921, 1932 y 1934.
El primer torneo conocido en el que participaron exclusivamente equipos universitarios fueron los Juegos Olímpicos de Verano de 1904, en los que el baloncesto era un deporte de demostración, y se celebró un torneo de campeonato colegial. El título olímpico lo ganó el Hiram College. En marzo de 1908, se organizó una «serie de campeonato» a dos partidos entre la Universidad de Chicago y Penn, con partidos jugados en Filadelfia y Bartlett, Illinois. Chicago barrió ambos partidos para ganar la serie.
En marzo de 1922, se celebró en Indianápolis el National Intercollegiate Basketball Tournament 1922, el primer torneo independiente de postemporada exclusivamente para equipos universitarios. Participaron los campeones de seis grandes conferencias: Pacific Coast Conference, Southern Intercollegiate Athletic Association, Western Pennsylvania League, Illinois Intercollegiate Athletic Conference, Michigan Intercollegiate Athletic Association e Indiana Intercollegiate Athletic Association. La Western Conference y la Eastern Intercollegiate League declinaron las invitaciones para participar. Wabash College ganó el torneo de 1922.
La primera organización que promocionó un campeonato nacional universitario regular fue el NAIA en 1937, aunque fue rápidamente superado en prestigio por el National Invitation Tournament, o NIT, que reunió a seis equipos en el Madison Square Garden de Nueva York en la primavera de 1938.  Temple derrotó a Colorado en el primer torneo del NIT, 60-36.

#### Torneo de la NCAA
En 1939, la National Collegiate Athletic Association (NCAA) puso en marcha otro torneo nacional. La sede del torneo de la NCAA variaba de año en año, y pronto utilizó varias sedes cada año, para que más aficionados pudieran ver los partidos sin tener que viajar a Nueva York. Aunque el NIT se creó antes y fue más prestigioso que la NCAA durante muchos años, acabó perdiendo popularidad y estatus en favor del Torneo de la NCAA. En 1950, tras una doble victoria del equipo masculino de baloncesto CCNY Beavers 1949-50 (cuando el NIT constaba de 12 equipos y la NCAA de 8), la NCAA dictaminó que ningún equipo podía competir en ambos torneos, e indicó de hecho que un equipo elegible para el torneo de la NCAA debía jugar en él. No mucho tiempo después, ayudado por el escándalos con sede en la ciudad de Nueva York 1951, el torneo de la NCAA se había vuelto más prestigioso que antes, ya que en él competían los campeones de conferencia y la mayoría de los equipos mejor clasificados.  El torneo de la NCAA acabó superando al NIT en 1960. A lo largo de las décadas de 1960 y 1970, con UCLA a la cabeza como ganadora de diez campeonatos del torneo de la NCAA, un cambio de poder hacia los equipos del oeste amplificó el desplazamiento de la atención del NIT con sede en Nueva York. Cuando el torneo de la NCAA amplió su número de equipos de 25 a 32 en 1975, a 48 en 1980, a 64 en 1985 y a 68 equipos en 2011, el interés por el torneo de la NCAA aumentó una y otra vez, ya que cada vez comprendía más equipos, incluyendo pronto a todos los más fuertes. (La expansión también mejoró la distribución de las sedes de juego, que suponen aproximadamente un tercio del número de equipos en liza).
En 2011, el campo de la NCAA se amplió a 68 equipos y los últimos 8 equipos que juegan por cuatro lugares haciendo el campo en 64, que se llama la primera ronda y así sucesivamente. La primera ronda anterior se llama la segunda ronda, la segunda ronda se llama la tercera ronda, y el Sweet Sixteen es el mismo, pero es técnicamente la cuarta ronda en el formato actual.
En 2016, el campo no se amplió, pero los números de ronda cambiaron de nuevo. Los cuatro primeros partidos que contienen a los últimos 8 equipos se denominan ahora los cuatro primeros. En consecuencia, la primera ronda no comienza hasta que los primeros cuatro juegos están fuera del camino y el campo se reduce a 64 equipos. Por lo tanto, después de los cuatro primeros partidos comienza la primera ronda, en lugar de la segunda. La Segunda es ahora cuando quedan 32 equipos, los octavos de final son la tercera ronda, y así sucesivamente.
En 2020, por primera vez en la historia de la NCAA, el torneo tuvo que ser cancelado debido a los temores de la pandemia de COVID-19. Esta medida se tomó en gran parte por miedo a que el virus se extendiera a jugadores y espectadores, con intentos previos de limitar la propagación sin cancelar optando primero por limitar los asistentes y luego cancelando el torneo en su totalidad.
La cancelación del torneo, debido a la pandemia de COVID-19, provocó mucha incertidumbre entre los entrenadores, los jugadores y la NCAA en su conjunto. Mucha gente se sintió muy decepcionada y deseó que sólo se retrasara, en lugar de que se cancelara por completo. Desgraciadamente, esta pandemia afectó mucho a los seniors de los equipos, ya que les arrebató abruptamente su última temporada. La NCAA consideró la posibilidad de conceder exenciones a los estudiantes deportistas que participaron en los deportes de invierno (incluido el baloncesto) para que pudieran recuperar la elegibilidad para la temporada 2021. Sin embargo, se preveía que muchos de los seniors fueran elegidos en el draft de la NBA, por lo que esto les llevó a la difícil decisión de jugar un año más con sus compañeros de equipo de la universidad o pasar al gran escenario.
En 2021, el torneo pudo celebrarse, y los equipos estaban muy preparados para volver. Baylor fue el campeón masculino de la NCAA en 2021. En 2022, Kansas ganó el torneo, derrotando en el campeonato a North Carolina. En la competición femenina, las campeonas de 2021 fueron Stanford, que derrotaron a Arizona en un partido muy reñido. En 2022, el campeón femenino de la NCAA fue Carolina del Sur, derrotando en el campeonato a la UConn. Las mujeres de LSU y los hombres de UConn fueron los campeones nacionales de 2023, derrotando a Iowa y San Diego State, respectivamente, en los partidos de campeonato.

### Integración racial
La integración racial de los equipos deportivos universitarios formados exclusivamente por blancos ocupó un lugar destacado en la agenda regional de las décadas de 1950 y 1960. Entre estas cuestiones figuraban la desigualdad, el racismo y la demanda por parte de los antiguos alumnos de los mejores jugadores necesarios para ganar partidos de alto nivel. La Atlantic Coast Conference (ACC) tomó la iniciativa. «Los datos del baloncesto universitario permiten comparar directamente las diferencias raciales en los ingresos marginales generados por los jugadores» (Brown y Jewell, 1995). Primero empezaron a programar equipos integrados del Norte. La llamada de atención llegó en 1966, cuando el equipo de la Texas Western College de Don Haskins con cinco titulares negros derrotó al equipo totalmente blanco de la Universidad de Kentucky para ganar el campeonato nacional de baloncesto de la NCAA.  Esto ocurrió en un momento en el que no había ningún jugador de baloncesto universitario negro ni en la Southeastern Conference ni en la Southwest Conference. Finalmente, las escuelas de la ACC -típicamente bajo la presión de los patrocinadores y los grupos de derechos civiles- integraron a sus equipos. Con una base de antiguos alumnos que dominaban la política, la sociedad y los negocios locales y estatales, las escuelas insignia de la ACC tuvieron éxito en su empeño: como sostiene Pamela Grundy, habían aprendido a ganar:
La admiración generalizada que inspiraba la capacidad atlética ayudaría a transformar los campos de atletismo de terrenos de juego simbólico en fuerzas para el cambio social, lugares en los que una amplia gama de ciudadanos podría desafiar públicamente, y a veces con eficacia, los supuestos que los consideraban indignos de participar plenamente en la sociedad estadounidense. Aunque los éxitos deportivos no librarían a la sociedad de prejuicios o estereotipos, los atletas negros seguirían enfrentándose a insultos racistas... [los jugadores estrella de las minorías demostraron] la disciplina, la inteligencia y el aplomo necesarios para competir por un puesto o ejercer influencia en todos los ámbitos de la vida nacional.

### Suspensión de la Universidad de Yale
En 1969, por primera vez, el Consejo de la NCAA no permitió la participación de jugadores de baloncesto universitarios estadounidenses en los Juegos Macabeos. Los Juegos Macabeos son un acontecimiento multideportivo internacional celebrado en Israel, abierto a todos los atletas judíos de todo el mundo y a todos los ciudadanos israelíes independientemente de su religión. En 1961, los Juegos fueron declarados "acontecimiento deportivo regional" por el Comité Olímpico Internacional y bajo sus auspicios y supervisión. La NCAA no permitió dicha participación a los jugadores de baloncesto universitarios estadounidenses a pesar de que sí lo había permitido en el pasado y seguía permitiendo la participación de atletas universitarios estadounidenses en otros deportes de los Juegos Macabeos, como natación, atletismo, esgrima y fútbol.
Sin embargo, el baloncesto era diferente. La Amateur Athletic Union (AAU), con la que la NCAA mantenía una encarnizada lucha por el poder, organizaba por primera vez el equipo de baloncesto de Estados Unidos para los Juegos Macabeos, una función que anteriormente había desempeñado la NCAA. El director ejecutivo de la NCAA Walter Byers, a quien el Harvard Crimson describió como “loco por el poder” y otros calificaron de "tirano mezquino", dirigió la NCAA y participó en la decisión. La Eastern College Athletic Conference (ECAC), afiliada a la NCAA, siguió las órdenes de la NCAA en materia de sanciones. The New York Times informó de que se creía que el hecho de que la NCAA no permitiera dicha participación en las Macabeadas de baloncesto "se debía a la disputa de la N.C.A.A. con la Amateur Athletic Union por el control de los atletas aficionados. El autor Leonard Shecter calificó la decisión de la NCAA de "ejemplo clásico de la estupidez de la NCAA".
En 1969 en contra de los deseos de la NCAA Universidad de Yale centro judío Jack Langer jugó para el equipo de Estados Unidos en los Juegos Macabeos de 1969 en Israel. Lo hizo con la aprobación del presidente de Yale Kingman Brewster, la universidad dijo que no detendría a Langer en "lo que consideramos una cuestión de libertad religiosa", y todos los presidentes de la Ivy League respaldaron plenamente la postura de Yale. A partir de entonces, Yale jugó con Langer en partidos de baloncesto la temporada siguiente. Un asistente especial del presidente de Yale, Henry Chauncey Jr. dijo: "No hay duda de que Jack Langer seguirá jugando al baloncesto. No nos importa lo que hagan, Jack Langer jugará cuando el entrenador quiera utilizarlo". El 15 de enero de 1970, el Consejo de la NCAA impuso a la Universidad de Yale una suspensión probation de dos años en todos los deportes. De este modo, restringió durante dos años a los equipos y atletas de Yale (no sólo a los jugadores de baloncesto) la participación en torneos, campeonatos y otras competiciones de postemporada de la NCAA, así como la recepción de dinero por eventos televisados.  La decisión afectó a 300 estudiantes de Yale, todos los estudiantes de Yale de sus equipos deportivos, durante los dos años siguientes.
Los presidentes de las otras siete escuelas de la Ivy League emitieron una declaración condenando las acciones de la NCAA en relación con el "caso Langer".  The Harvard Crimson calificó la libertad condicional de "no sólo injusta, sino intolerable", e instó a la Ivy League a retirarse de la NCAA.  El capitán de atletismo de Harvard, Ed Nosal, y otros dos atletas de Harvard, que simpatizaban con Langer y Yale y desdeñaban lo absurdo de la norma de la NCAA, protestaron en los Campeonatos de Atletismo en Pista Cubierta de la NCAA de 1970 colocándose en la tribuna de premios con camisetas azules de Yale.  En febrero de 1970, el representante Robert Giaimo (demócrata de Connecticut) dijo en el Congreso de EE. UU..
El caso de Yale, en el que está implicado el jugador de baloncesto Jack Langer, es trágico. Demuestra que la NCAA está dispuesta a utilizar cualquier arma en su continua lucha de poder con la Unión Atlética Amateur. Demuestra que a la NCAA no le importa si en el proceso perjudica a las instituciones miembros o a atletas individuales. Demuestra una vez más que la NCAA está... bajo el control de una jerarquía obstinada y dictatorial que no duda en utilizar tanto a los atletas como a las escuelas como meros peones en un juego de política de poder.

### Reglas originales
Las reglas originales del baloncesto eran muy diferentes de las reglas modernas actuales de este deporte, incluido el uso de ocho jugadores por bando. James Naismith estableció 13 reglas originales:
1. La pelota puede ser lanzada en cualquier dirección con una o ambas manos.
2. La pelota puede ser bateada en cualquier dirección con una o ambas manos, pero nunca con el puño.
3. Un jugador no puede correr con la pelota. El jugador deberá lanzarla desde el lugar en el que la atrapa, teniendo en cuenta al hombre que atrapa la pelota cuando corre a buena velocidad.
4. El balón deberá sujetarse con las manos. No se utilizarán los brazos ni el cuerpo para sujetarlo.
5. No se permite empujar, sujetar, empujar, golpear o poner zancadillas de ninguna manera a un adversario. La primera infracción de esta regla por parte de cualquier persona contará como falta; la segunda le descalificará hasta que se marque el siguiente punto o, si hubo intención evidente de lesionar a la persona, durante todo el partido. No se permitirá ninguna sustitución.
6. Se señalará falta cuando se vea a un jugador golpear el balón con el puño, o cuando se hayan cometido infracciones de las reglas 3 y 4 y las descritas en la regla 5.
7. Si cualquiera de los dos equipos comete tres faltas consecutivas contará como un gol para los adversarios ("consecutivas" significa sin que los adversarios entretanto cometan una falta).
8. Se considerará que se ha marcado un punto cuando el balón sea lanzado o bateado desde el suelo hacia la canasta y permanezca allí, siempre que los defensores de la canasta no toquen ni perturben la canasta. Si el balón permanece en los bordes y el adversario mueve la canasta, contará como punto.
9. Cuando el balón salga fuera de los límites, será lanzado al campo y jugado por la primera persona que lo toque. En caso de disputa, el árbitro la lanzará directamente al campo. El lanzador dispondrá de cinco segundos. Si la retiene más tiempo, pasará al adversario. Si un equipo persiste en retrasar el juego, el árbitro le señalará una falta.
10. El árbitro será el juez de los hombres y anotará las faltas y notificará al árbitro cuando se hayan cometido tres faltas consecutivas. Tendrá la facultad de descalificar a los hombres conforme a la regla 5.
11. El árbitro será juez del balón y decidirá cuándo el balón está en juego, en los límites, a qué lado pertenece, y anotará el tiempo. Decidirá cuándo se ha marcado un punto y llevará la cuenta de los puntos, así como cualquier otra tarea que desempeñe habitualmente un árbitro.
12. El tiempo será de dos tiempos de quince minutos, con cinco minutos de descanso entre ellos.
13. El equipo que marque más puntos en ese tiempo será declarado vencedor.

### Historia de los cambios en las reglas de la NCAA
La siguiente es una lista de algunos de los principales cambios de reglas de baloncesto de la NCAA con el año en que entraron en vigor. 
| Temporada | Cambio de regla |
| --------- | --- |
| 1891-92   | Se crea el primer conjunto de normas. |
| 1893-94   | Se crea el primer conjunto de normas de las mujeres. |
| 1900-01   | Un driblador no puede lanzar a canasta y sólo puede driblar una vez, y con las dos manos. |
| 1908-09   | Un regateador puede tirar. El regate se define como el "paso continuo del balón", por lo que el doble regate es ilegal. Las jugadoras son descalificadas al cometer su cuarta falta personal (mujeres). |
| 1910-11   | Los jugadores son descalificados al cometer su cuarta falta personal (hombres). No se permite entrenar durante el transcurso del partido a ninguna persona relacionada con cualquiera de los dos equipos. Se dará una advertencia por la primera infracción y se concederá un tiro libre después de la misma. |
| 1917-18   | Las jugadoras son descalificadas al cometer su quinta falta personal (mujeres). |
| 1920-21   | La canasta se desplaza a medio metro de la línea de fondo. Antes, los jugadores podían trepar por la pared acolchada para acercarse a la canasta (con la nueva regla, la pared está fuera de los límites). Un jugador puede volver a entrar en una partida una vez. Antes de esta regla, si un jugador abandonaba la partida, no podía volver a entrar durante el resto de la partida. |
| 1921-22   | Correr con el balón pasó de ser una falta a una infracción. |
| 1923-24   | El jugador que recibe la falta debe lanzar sus propios tiros libres. Antes de esta regla, normalmente una persona lanzaba todos los tiros libres de un equipo. |
| 1928-29   | Se introduce la falta de carga por parte del regateador. |
| 1930-31   | Se puede pitar un balón retenido cuando un jugador estrechamente vigilado retiene el balón del juego durante 5 segundos. |
| 1932-33   | Se introduce la línea de 10 segundos (mitad de la pista) para reducir las paradas (hombres). Ningún jugador con el balón puede permanecer en la línea de tiros libres durante más de 3 segundos. |
| 1933-34   | Un jugador puede volver a participar en una partida dos veces. |
| 1935-36   | Ningún jugador ofensivo (con o sin balón) podrá permanecer en la línea de tiros libres durante más de 3 segundos. |
| 1937-38   | Se elimina el salto al centro después de cada canasta. |
| 1938-39   | El balón será lanzado desde fuera de los límites de la media cancha por el equipo que lanza un tiro libre tras una falta técnica. Anteriormente, el balón se ponía en juego mediante un salto al centro tras el tiro libre técnico. |
| 1939-40   | Los equipos tienen la opción de lanzar un tiro libre o recibir el balón en la mitad de la cancha. |
| 1942-43   | Cualquier jugador que aún no haya cometido una falta podrá recibir una quinta falta en el tiempo extra. |
| 1944-45   | La canasta defensiva está prohibida. Cinco faltas personales descalifican a un jugador; no se permite ninguna falta adicional en el tiempo extra (hombres). Se permite la sustitución ilimitada. Los jugadores ofensivos no pueden permanecer en la línea de tiros libres durante más de 3 segundos. |
| 1948-49   | Los entrenadores pueden hablar con los jugadores durante un tiempo muerto. |
| 1951-52   | Los partidos se jugarán en cuatro cuartos de 10 minutos. Antes eran dos tiempos de 20 minutos. |
| 1952-53   | Los equipos ya no pueden renunciar a los tiros libres y sacar el balón a media pista. |
| 1954-55   | Se introduce el tiro libre de uno y uno, que permite a un jugador lanzar un segundo tiro libre si se lanza el primero. Los partidos vuelven a ser de dos tiempos de 20 minutos. |
| 1955-56   | Se elimina la penalización de dos tiros que existía en los últimos 3 minutos de cada tiempo; el tiro libre de uno y uno existe para todo el partido. |
| 1956-57   | El carril de tiros libres pasa de 6 a 12 pies de ancho. En la alineación para un tiro libre, los dos espacios adyacentes a la línea de fondo deben estar ocupados por adversarios del lanzador. En el pasado, se marcaba un espacio con una "H" para el equipo local y otro con una "V" para los visitantes. Agarrar el aro se considera conducta antideportiva. |
| 1957-58   | Las asistencias ofensivas están ahora prohibidas. Un tiro libre por cada falta común para las seis primeras faltas personales en una mitad, y a partir de entonces se utiliza el uno-y-uno. |
| 1967-68   | El mate es ilegal durante el partido y durante el calentamiento. |
| 1969-70   | El baloncesto femenino introduce de forma experimental el juego de cinco jugadores en pista completa. |
| 1971-72   | El juego de cinco jugadores en cancha completa se convierte en obligatorio para el baloncesto femenino. Se introduce el reloj de tiro de 30 segundos (mujeres). |
| 1972-73   | Se elimina el tiro libre en la falta común para las primeras seis faltas personales en una mitad. Un oficial puede cargar una falta técnica en un jugador por conducta antideportiva si el funcionario considera que el jugador 'flopped' para obtener una llamada de carga. Los estudiantes de primer año son ahora elegibles para jugar al baloncesto universitario. |
| 1973-74   | A partir de ahora, los árbitros podrán sancionar a los jugadores alejados del balón con faltas por actos como sujetar, agarrar y realizar pantallas ilegales. |
| 1976-77   | Los mates vuelven a ser legales. |
| 1981-82   | El balón en salto queda eliminado excepto al comienzo del partido y en la prórroga si es necesario. Una flecha alternante indicará la posesión del balón en situaciones de salto en un partido (hombres). |
| 1982-83   | Cuando un jugador estrechamente vigilado es vigilado durante 5 segundos, ya no se requiere un salto de balón. En su lugar, se crea una pérdida de balón y el balón pasa al otro equipo. |
| 1983-84   | Se lanzan dos tiros libres si se comete una falta en los dos últimos minutos de un periodo o en la prórroga (hombres). Esta regla se anuló un mes después del inicio de la temporada, antes del comienzo de la conferencia. |
| 1984-85   | Se introduce un nuevo balón más pequeño ("talla 6"; 28.5 pulgadas de circunferencia, 18 onzas) para el juego femenino. |
| 1985-86   | Se introduce el reloj de tiro de 45 segundos para el juego masculino. Si un tirador recibe una falta intencionada y falla la canasta, el tirador tendrá dos tiros libres y el equipo obtendrá la posesión del balón. |
| 1986-87   | Se introdujo el tiro de tres puntos, con una línea uniforme de 19 pies y 9 pulgadas (6,02 m) desde el centro de la canasta. Obligatorio para el baloncesto masculino; experimental para el femenino. La regla de la posesión alterna masculina se extiende al baloncesto femenino. |
| 1987-88   | La línea de tres puntos masculina se hizo obligatoria para el baloncesto femenino. Cada falta personal intencionada otorga al equipo que no comete la falta dos tiros libres y la posesión del balón (hombres). La NCAA adopta por primera vez un único reglamento para el baloncesto masculino y femenino, aunque algunas reglas difieren entre sexos hasta el día de hoy. |
| 1988-89   | La regla masculina relativa a las faltas intencionadas se extiende al juego femenino. |
| 1990-91   | A partir de la 10ª falta cometida por un equipo en un periodo, se concederán dos tiros libres (el llamado "doble bonus") por cada falta personal no cometida en defensa y por cada falta con balón suelto (hombres). Se concederán tres tiros libres cuando un tirador reciba una falta desde la línea de tres puntos y falle el tiro (hombres y mujeres). |
| 1993-94   | El reloj de tiro masculino se reduce de 45 a 35 segundos. El reloj de juego se detendrá con las canastas acertadas en el último minuto de cada tiempo y en el último minuto de la prórroga, sin que se permitan sustituciones. Se elimina la regla de los 5 segundos respecto a los jugadores vigilados de cerca. |
| 1994-95   | La anotación se limita a un tap-in cuando quedan 0,3 segundos o menos en el reloj de juego (hombres y mujeres). |
| 1997-98   | Se restablece la regla de los 5 segundos para las jugadoras vigiladas de cerca. Las jugadoras en pista o el entrenador pueden hacer tiempos muertos. El "doble bonus" introducido en el juego masculino en 1990 se extiende al femenino. |
| 1998-99   | En una situación de balón detenido iniciada por la defensa, la defensa ganará la posesión del balón independientemente de la flecha de posesión. |
| 1999-2000 | Se anuló la regla del balón retenido de 1998 a 1999. Máximo de cinco jugadoras ocupando espacios en el carril durante los tiros libres en el juego femenino (dos del equipo lanzador, tres del equipo defensor). |
| 2000-01   | Sólo en el juego femenino, si el equipo defensor comete una falta durante un saque de banda tras una canasta o un tiro libre, el equipo que pone el balón en juego conserva el derecho a recorrer la línea de fondo durante el saque de banda subsiguiente. |
| 2001-02   | En el juego femenino, ahora se permiten seis jugadoras en los espacios del carril (cuatro defensoras, dos jugadoras ofensivas). Además, las jugadoras defensivas más cercanas a la canasta ahora deben alinearse en el segundo espacio desde la canasta. |
| 2005-06   | Los balones pateados ya no pondrán a cero el reloj de tiro. Si la violación se produce con menos de 15 segundos, el reloj se reiniciará a los 15 segundos. |
| 2006-07   | No se reconocerá un tiempo muerto solicitado por un jugador en el aire que caiga fuera de los límites. |
| 2007-08   | La regla femenina relativa a la alineación en el carril durante los tiros libres (máximo de cuatro defensores y dos jugadores ofensivos, con los defensores más cercanos en el segundo espacio desde la canasta) se extiende al juego masculino. |
| 2008-09   | Arco de tres puntos ampliado a 6,32 m (20 pies y 9 pulgadas) desde el centro de la canasta sólo para el juego masculino. Los árbitros pueden utilizar la repetición instantánea para determinar si se ha cometido una falta flagrante y quién inició el incidente. Cuando todo el balón está por encima del nivel de la canasta durante un lanzamiento y toca el tablero, es una violación de canasta si el balón es tocado posteriormente, incluso si todavía se mueve hacia arriba. |
| 2011-12   | Se amplía el arco de tres puntos femenino para igualarlo al masculino. Se crea un arco de área restringida a 3 pies del centro de la canasta (hombres y mujeres). Cuando un jugador ofensivo entra en contacto con un defensor que establece su posición dentro de esta área, la falta resultante es un bloqueo al defensor. |
| 2013-14   | Se introduce la regla de los 10 segundos en la línea de fondo (mujeres). Cualquier tiempo muerto solicitado en los 30 segundos anteriores a una pausa programada para los medios de comunicación sustituye al tiempo muerto de los medios de comunicación (mujeres). |
| 2015-16   | El reloj de tiro masculino pasó a ser de 30 segundos, por lo que es idéntico al reloj de tiro femenino. Se prohíbe a los entrenadores pedir tiempos muertos desde el banquillo en situaciones de balón vivo; los jugadores pueden hacerlo libremente. Arco del área restringida ampliado de 3 pies a 4 pies desde el centro de la canasta (hombres). Los lanzamientos están permitidos durante el calentamiento. Número de tiempos muertos para cada equipo reducido de 5 a 4. El baloncesto femenino pasó de los parciales de 20 minutos a los cuartos de 10 minutos. En el baloncesto femenino, los tiros libres suplementarios entran en vigor a partir de la quinta falta de equipo en un cuarto; todas las situaciones de tiros libres suplementarios dan lugar a dos tiros libres. La regla femenina relativa a los tiempos muertos dentro de los 30 segundos siguientes a un tiempo muerto programado para los medios de comunicación se extendió al partido masculino. |
| 2016-17   | Se permite a los entrenadores pedir tiempos muertos desde el banquillo durante las jugadas de banda antes de que se lance el pase. |
| 2017-18   | El reloj de tiro se reiniciará a los 20 segundos, o a la cantidad restante en el reloj de tiro si es mayor, cuando el balón es recuperado en el frontcourt después de (1) una falta defensiva o (2) una patada deliberada o un puñetazo al balón por parte de la defensa (hombres). Si un jugador lesionado no puede lanzar tiros libres como consecuencia de una falta flagrante, o si el jugador está sangrando, sólo su sustituto podrá lanzar los tiros libres subsiguientes (hombres). Cuando el balón es tocado legalmente dentro del terreno de juego y un árbitro señala inmediatamente una interrupción del reloj, deberá transcurrir un mínimo de 0,3 segundos en el reloj de juego (hombres). Un jugador que haga un mate puede agarrarse al aro para evitar lesionarse a sí mismo o a otro jugador, incluso si ello provocara otra infracción (hombres). No se concede un nuevo recuento de 10 segundos en pista trasera si se concede y se cobra un tiempo muerto al equipo en posesión (mujeres). El baloncesto femenino adoptó el arco de zona restringida de 4 pies de los hombres. Abandono de las designaciones de faltas "flagrante-1" y "flagrante-2" en favor de la norma FIBA de faltas "antideportivas" y "descalificantes". La nueva designación «antideportiva» incluye ahora las técnicas de contacto a balón parado (mujeres). |
| 2019-20   | Hombres y mujeres: - Para el baloncesto masculino, el arco de tres puntos se amplió a la distancia FIBA de 6,75 metros (22 ft 2 in) desde el centro de la canasta y 6,6 metros (21 ft 8 in) en las esquinas. Este cambio tuvo efecto inmediato en la División I, y entrará en vigor en las Divisiones II y III en 2020-21. En el baloncesto femenino, estaba previsto utilizar el arco FIBA como regla experimental en eventos de postemporada aparte de los campeonatos de la NCAA (como el WNIT y el WBI), pero ninguno de estos eventos se celebró en 2020. - Tras un rebote ofensivo en la cancha delantera, el reloj de tiro se reinicia a 20 segundos, independientemente del tiempo restante en el reloj de tiro. Hombres: - Los entrenadores pueden volver a pedir tiempos muertos con balón desde el banquillo, pero sólo en los 2 últimos minutos del tiempo reglamentario o en los 2 últimos minutos de cualquier prórroga. - Se amplía la lista de decisiones revisables mediante repetición instantánea para incluir la interferencia en canasta y la asistencia a portería, pero sólo en los 2 últimos minutos del tiempo reglamentario o en los 2 últimos minutos de cualquier prórroga. - Se impondrán faltas técnicas por comentarios despectivos sobre la raza, etnia, nacionalidad, religión, género, expresión de género, identidad de género, orientación sexual o discapacidad de un adversario. Mujeres: - La regla de reinicio del reloj de tiro en faltas defensivas y ciertas infracciones defensivas adoptada en el juego masculino en 2017-18 se extendió al juego femenino. - Después de una falta técnica, el equipo que no cometió la falta recibe el balón en la mitad de la cancha. - Una jugadora que reciba una falta técnica y una falta antideportiva en el mismo partido será expulsada automáticamente. - Si los árbitros están en el monitor de repetición para revisar una falta antideportiva o de contacto descalificante, pueden tratar cualquier otro acto de mala conducta durante la secuencia que se está revisando. |
| 2022-23   | La línea de tres puntos pasó de 6 metros y 9 centímetros a 6 metros y 75 centímetros. La línea femenina se mantiene a la misma distancia. El reloj de tiro cambiará a sólo 20 segundos en cualquier rebote ofensivo. Los jugadores reciben una falta técnica de clase B por un flop (hombres). |

### Regla del one-and-done y suspensión
La regla del one-and-done ha formado parte del baloncesto universitario desde 2006, el primer draft de la NBA al que afectó. La regla fue creada por el Comisionado de la NBA, David Stern, que cambió la edad del draft de 18 a 19 años. Este cambio significaba que los jugadores no podían ser reclutados por la NBA nada más salir del instituto. En su lugar, solían ir a una universidad para jugar sólo una temporada antes de entrar en el siguiente draft de la NBA cuando eran elegibles, de ahí el nombre de one-and-done. El primer jugador en ser elegido durante "one-and-done" fue Tyrus Thomas, un alero de Louisiana State, que fue elegido cuarto en el draft de 2006. Junto con la regla de one-and-done, también se añadió la regla de los jugadores no se les permite participar en cualquier profesional o campamentos de la NBA o actividades hasta que estén oficialmente terminado con el baloncesto universitario, y si alguno rompe esta regla se traduce en una suspensión de un juego.

## Conferencias

### División I de la NCAA
En 2024-25, un total de 364 escuelas (incluidas las que pasan de una división inferior de la NCAA a la División I) jugarán al baloncesto masculino en 31 División I conferencias de baloncesto. Todas estas escuelas también patrocinan el baloncesto femenino excepto The Citadel y VMI, dos colegios militares que fueron exclusivamente masculinos hasta la década de 1990 y siguen siendo abrumadoramente masculinos en la actualidad.
Las conferencias para 2024-25 son
- America East Conference
- American Athletic Conference
- Atlantic 10 Conference
- Atlantic Coast Conference
- Atlantic Sun Conference
- Big 12 Conference
- Big East Conference
- Big Sky Conference
- Big South Conference
- Big Ten Conference
- Big West Conference
- Coastal Athletic Association
- Conference USA
- Horizon League
- Ivy League
- Metro Atlantic Athletic Conference
- Mid-American Conference
- Mid-Eastern Athletic Conference
- Missouri Valley Conference
- Mountain West Conference
- Northeast Conference
- Ohio Valley Conference
- Pac-12 Conference[D1 1]
- Patriot League
- Southeastern Conference
- Southern Conference
- Southland Conference
- Southwestern Athletic Conference
- Sun Belt Conference
- Summit League
- West Coast Conference
- Western Athletic Conference

Notas

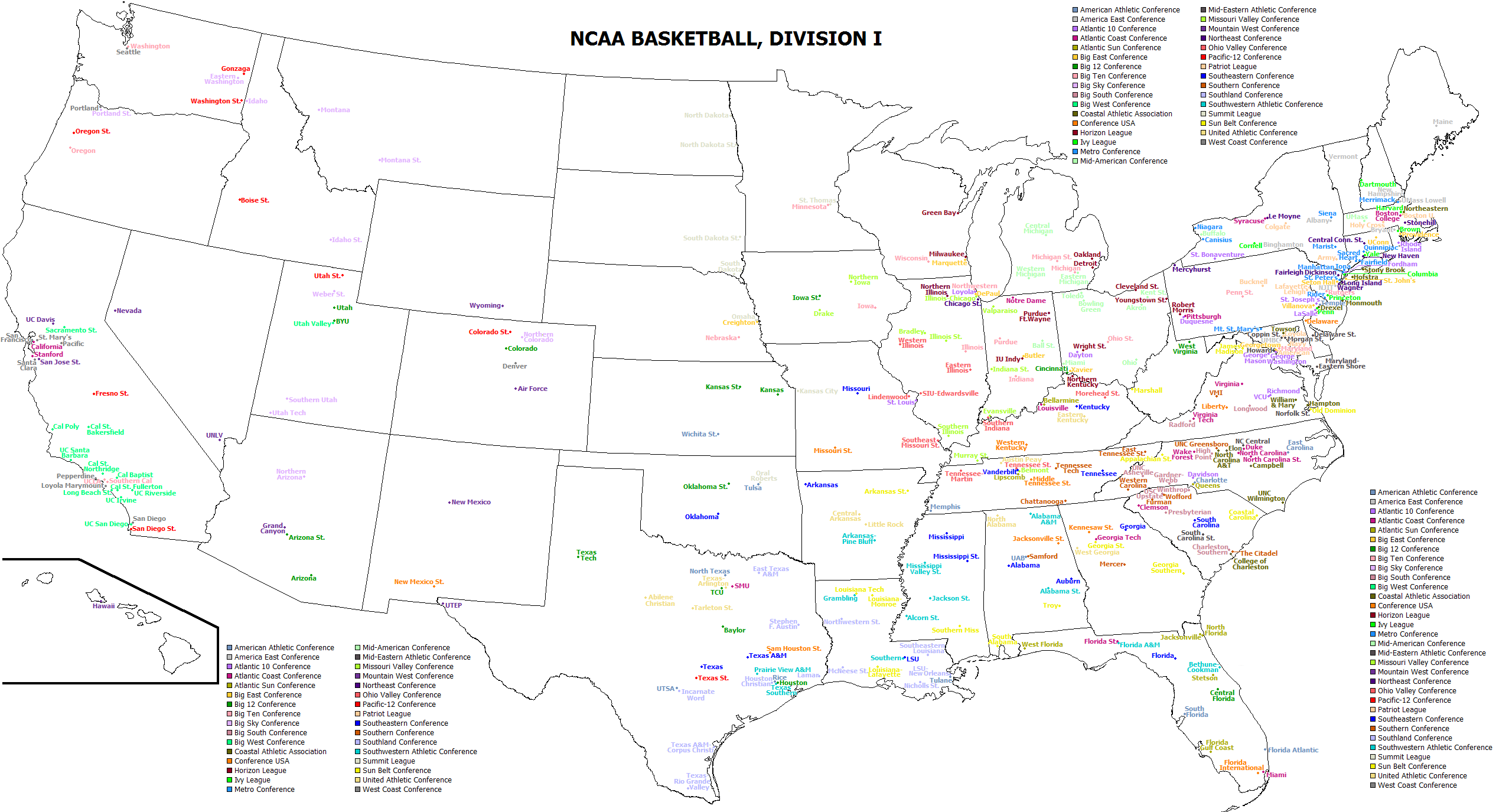
Mapa de todos los equipos de baloncesto de la División I de la NCAA

1. ↑  Inactiva para la temporada 2024-25. Sus dos miembros restantes jugarán las temporadas 2024-25 y 2025-26 como miembros afiliados de la West Coast Conference.

En las primeras décadas del baloncesto universitario, y hasta bien entrada la década de 1970, muchas escuelas jugaban como independientes, sin pertenecer a ninguna conferencia. Sin embargo, el auge de los deportes universitarios televisados en la década de 1980 condujo a la formación de muchas nuevas conferencias y a la expansión de las ya existentes. En la actualidad no existen escuelas independientes de la División I. La última independiente de la D-I fue Chicago State, que se unió a la Northeast Conference en la temporada 2024-25.

### División II de la NCAA
A partir de la temporada de baloncesto universitario 2023-24, hay 23 División II conferencias de baloncesto:
- California Collegiate Athletic Association
- Central Atlantic Collegiate Conference
- Central Intercollegiate Athletic Association
- Conference Carolinas
- East Coast Conference
- Great American Conference
- Great Lakes Intercollegiate Athletic Conference
- Great Lakes Valley Conference
- Great Midwest Athletic Conference
- Great Northwest Athletic Conference
- Gulf South Conference
- Lone Star Conference
- Mid-America Intercollegiate Athletics Association
- Mountain East Conference
- Northeast-10 Conference
- Northern Sun Intercollegiate Conference
- Pacific West Conference
- Peach Belt Conference
- Pennsylvania State Athletic Conference
- Rocky Mountain Athletic Conference
- South Atlantic Conference
- Southern Intercollegiate Athletic Conference
- Sunshine State Conference

Actualmente hay cuatro independent de la División II sin afiliaciones a conferencias para la temporada 2024-25: Salem, UPR-Río Piedras, UPR-Mayaguez, y UPR-Bayamon; las tres últimas también mantienen doble membresía tanto en la Liga Atlética Interuniversitaria de Puerto Rico como en la División II de la NCAA.
El cambio más reciente en la lista de conferencias de la División II es la desaparición de la Heartland Conference, que se disolvió al final del curso 2018-19. En 2017, ocho de sus nueve miembros anunciaron un éxodo masivo a la Lone Star Conference (LSC) efectivo en 2019. El miembro restante pronto anunciaría que se convertiría en miembro de facto de la Mid-America Intercollegiate Athletics Association (MIAA), y una de las ocho escuelas originales que anunciaron su traslado a la LSC más tarde cambió de rumbo y optó por convertirse también en miembro de facto de la MIAA.

### División III de la NCAA
- Allegheny Mountain Collegiate Conference
- American Rivers Conference
- American Southwest Conference
- Atlantic East Conference
- Centennial Conference
- City University of New York Athletic Conference
- Coast to Coast Athletic Conference
- College Conference of Illinois and Wisconsin
- Collegiate Conference of the South
- Conferencia de Nueva Inglaterra
- Empire 8 Conference
- Great Northeast Athletic Conference
- Heartland Collegiate Athletic Conference
- Landmark Conference
- Liberty League
- Little East Conference
- MAC Commonwealth[D3 1]
- MAC Freedom[D3 1]
- Massachusetts State Collegiate Athletic Conference
- Michigan Intercollegiate Athletic Association
- Midwest Conference
- Minnesota Intercollegiate Athletic Conference
- New England Small College Athletic Conference
- New England Women's and Men's Athletic Conference
- New Jersey Athletic Conference
- North Atlantic Conference
- North Coast Athletic Conference
- Northern Athletics Collegiate Conference
- Northwest Conference
- Ohio Athletic Conference
- Old Dominion Athletic Conference
- Presidents' Athletic Conference
- St. Louis Intercollegiate Athletic Conference
- Skyline Conference
- Southern Athletic Association
- Southern California Intercollegiate Athletic Conference
- Southern Collegiate Athletic Conference
- State University of New York Athletic Conference
- United East Conference
- University Athletic Association
- Upper Midwest Athletic Conference
- USA South Athletic Conference
- Wisconsin Intercollegiate Athletic Conference

Desde su introducción en 1973, la División III siempre ha tenido la proporción más baja de entrenadores negros. En 2015, menos del 10% de los entrenadores de la División III eran negros (en comparación con alrededor del 20% en la División II y el 25% en la División I).
Notas
1. 1 2  Una de las tres ligas gestionadas por la Middle Atlantic Conferences (MAC).

Los cambios más recientes en la lista de conferencias D-III se produjeron en 2023. La New England Collegiate Conference, que había sido diezmada a principios de la década por el cierre de varias de sus escuelas miembros y la realineación de la conferencia en la División III, se disolvió como una conferencia de todos los deportes. (La Colonial States Athletic Conference y la United East Conference se fusionaron tras la temporada 2022-23 bajo la bandera de la United East. El último cambio anterior se produjo en 2020, cuando la American Collegiate Athletic Association se fusionó con la Capital Athletic Conference, y la entidad fusionada pronto pasó a llamarse Coast to Coast Athletic Conference.

### NAIA
De 1992 a 2020, la NAIA operó campeonatos de baloncesto masculinos y femeninos separados de la División I y la División II; la distinción entre las dos divisiones era que las escuelas D-I otorgaban becas de baloncesto, mientras que las escuelas D-II optaron por no hacerlo. Las divisiones de baloncesto se abolieron después de la temporada 2019-20, y desde entonces se han celebrado campeonatos masculinos y femeninos únicos.
- American Midwest Conference (AMC)
- Appalachian Athletic Conference (AAC)
- California Pacific Conference (CalPac)
- Cascade Collegiate Conference
- Chicagoland Collegiate Athletic Conference (CCAC)
- Continental Athletic Conference (CAC)
- Crossroads League (CL)
- Frontier Conference
- Great Plains Athletic Conference (GPAC)
- Great Southwest Athletic Conference (GSAC)
- HBCU Athletic Conference (HBCUAC)
- Heart of America Athletic Conference (HAAC)
- Kansas Collegiate Athletic Conference (KCAC)
- Mid-South Conference (MSC)
- North Star Athletic Association (NSAA)
- Red River Athletic Conference (RRAC)
- River States Conference (RSC)
- Sooner Athletic Conference (SAC)
- Southern States Athletic Conference (SSAC)
- The Sun Conference (TSC)
- Wolverine-Hoosier Athletic Conference (WHAC)

## Relación con el baloncesto profesional
En décadas pasadas, la NBA se aferraba a la tradición y reclutaba a jugadores que se habían graduado en la universidad. Se trataba de una relación mutuamente beneficiosa para la NBA y las universidades: las universidades se quedaban con jugadores que, de otro modo, se convertirían en profesionales, y la NBA no tenía que financiar una liga menor. Sin embargo, a medida que el deporte universitario se comercializaba, a los "estudiantes deportistas" les resultaba cada vez más difícil ser estudiantes. Un número cada vez mayor de jugadores de baloncesto adolescentes, pobres pero con mucho talento, consideraron que el sistema era explotador, ya que aportaban fondos a las escuelas en las que jugaban sin percibir ingresos.
La American Basketball Association comenzó a emplear jugadores que aún no se habían graduado en la universidad. Tras una temporada en el junior college, una temporada en el Universidad de Detroit, y una Medalla de oro olímpica, Spencer Haywood jugó la temporada 1969-70 con los Denver Rockets de la ABA. Firmó con los Seattle SuperSonics de la NBA en 1970, antes de su graduación universitaria, desafiando las reglas de la NBA. Haywood alegó que, como único asalariado de su familia, se le debía permitir ganarse la vida en la NBA o, de lo contrario, su familia se enfrentaría a la indigencia. El caso Haywood contra la Asociación Nacional de Baloncesto llegó hasta el Tribunal Supremo de los Estados Unidos, que dictaminó en 1971 que la NBA no gozaba de la misma exención que las Grandes Ligas de Béisbol. A partir de entonces, a los jugadores universitarios que demostraran dificultades económicas se les permitía la entrada anticipada en el draft de la NBA. El requisito de las dificultades económicas se eliminó en 1976.
En 1974, Moses Malone se unió a los Utah Stars de la American Basketball Association (que pasó a formar parte de la NBA tras la fusión ABA-NBA en 1976) nada más salir del instituto y siguió una carrera en el Hall of Fame. En los últimos 30 años se había producido un cambio notable en el baloncesto universitario. Los mejores jugadores internacionales solían saltarse la universidad por completo, muchas estrellas estadounidenses pasaban de ella (Kevin Garnett, Kobe Bryant, Tracy McGrady, Dwight Howard, Amar'e Stoudemire y LeBron James) o sólo jugaron un año (Carmelo Anthony, Chris Bosh, Kevin Durant, y John Wall), y sólo una docena de graduados universitarios se encontraban entre los 60 jugadores seleccionados en el draft anual de la NBA. A partir de 2006, cada vez son menos los estudiantes de secundaria que pasan directamente a la NBA sin haber pasado al menos un año en la universidad. El acuerdo laboral entre jugadores y propietarios especifica que los jugadores deben cumplir 19 años durante el año natural del draft para ser elegibles, alegando problemas de madurez tras varios incidentes en los que se vieron implicados jugadores jóvenes. Además, los jugadores estadounidenses deben tener al menos un año menos desde su graduación en la escuela secundaria.
La omnipresencia del baloncesto universitario en todo el país, la gran población de graduados de las universidades de las "grandes conferencias", y la comercialización de la NCAA de "March Madness" (oficialmente el Campeonato de la División I de Baloncesto Masculino de la NCAA), han mantenido el juego universitario vivo y bien. Algunos comentaristas han argumentado que la mayor rotación de jugadores ha aumentado la importancia de los buenos entrenadores. Muchos equipos han tenido mucho éxito, por ejemplo, haciendo hincapié en la personalidad en sus esfuerzos de reclutamiento, con el objetivo de crear un grupo cohesionado que, aunque carezca de estrellas, juegue junto durante los cuatro años y desarrolle así un mayor nivel de sofisticación que el que podrían alcanzar equipos menos estables.
El baloncesto universitario sigue siendo más popular que la NBA en algunas regiones de Estados Unidos, como en Carolina del Norte y el Medio Oeste (donde se encuentran programas tradicionalmente fuertes en Louisville, Kansas y Indiana).

## Distinciones con el juego de la NBA y la WNBA
El Comité de Reglas de Baloncesto Masculino de la NCAA, formado por entrenadores de las tres divisiones de la NCAA, establece las reglas del baloncesto masculino universitario. Un comité paralelo establece las reglas para el baloncesto femenino universitario. Aunque muchas de las reglas de la NBA y de la WNBA se aplican en el juego de la NCAA, existen diferencias que hacen que el juego de la NCAA sea único.
A partir de la temporada 2021-22, los partidos masculinos de la NCAA se dividen en dos tiempos de 20 minutos cada uno; los partidos de la NBA se juegan en cuatro cuartos de 12 minutos cada uno; y los partidos femeninos de la WNBA y la NCAA se juegan en cuartos de 10 minutos. El reloj de tiro de la NCAA da a los equipos de ambos sexos 30 segundos para lanzar, mientras que el reloj de tiro utilizado tanto en la NBA como en la WNBA da a los equipos 24 segundos. Además, los equipos de la NCAA disponen de 10 segundos para mover el balón más allá de la línea de halfcourt (esta regla no se añadió al juego universitario femenino hasta la temporada 2013-14), mientras que las reglas de la NBA y la WNBA solo permiten 8 segundos. Sin embargo, al igual que en la NBA y la WNBA (y en el baloncesto de instituto), durante el último minuto de cada periodo, el reloj del partido mantiene el tiempo restante del periodo medido en décimas de segundo, en lugar de en segundos completos.
Antes de la temporada 2015-16, el baloncesto masculino de la NCAA utilizaba un reloj de tiro de 35 segundos, mientras que el baloncesto femenino de la NCAA se jugaba con los mismos tiempos de 20 minutos que el masculino.
Aunque la altura de la canasta, la distancia de la línea de falta al tablero y las dimensiones de la cancha son las mismas, la distancia entre la línea de tres puntos y el tablero es diferente. La línea de tres puntos de la NBA mide 7,24 m (23 pies y 9 pulgadas) en la parte superior del círculo, o 6,7 m (22 pies) en las esquinas o línea de fondo. En la cancha de la NCAA, la línea de tres puntos había sido una constante 6,02 m (19 pies y 9 pulgadas), pero el Comité de Reglas de la NCAA votó en mayo de 2007 para ampliarlo un pie más a 6,32 m (20 pies y 9 pulgadas), que entró en vigor a partir de la temporada 2008-09 para los hombres y la temporada 2011-12 para las mujeres. A partir de 2019-20, la NCAA adoptó el actual arco de tres puntos FIBA de 6,75 m (22 pies 1+1⁄2 pulgadas) en la parte superior del círculo y 6,6 m (21 pies 8 pulgadas) en las esquinas y la línea de fondo para la División I masculina, con las Divisiones II y III siguiendo en 2020-21.  El anterior arco masculino universitario seguirá en uso para el juego femenino por el momento, pero el arco FIBA iba a utilizarse de forma experimental en el Torneo Nacional por Invitación Femenino y el Women's Basketball Invitational de 2020 (que finalmente no se celebraron).  La línea de tres puntos de la WNBA era de 6,25 m (20 pies 6 pulgadas), la misma que utilizaba la FIBA antes de ampliar su arco de tres puntos a 6,75 m (22 pies 1+1⁄2 pulgadas) en la parte superior del círculo y 6,6 m (21 pies 8 pulgadas) en las esquinas y la línea de fondo. La pista de la NCAA mide 12 pies (3,7 m) de ancho, mientras que la pista de la NBA y la WNBA mide 16 pies (4,9 m); la pista de la FIBA es ligeramente más ancha que la pista de la NBA/WNBA con exactamente 4,9 m (16 pies 1 pulgada).
Los jugadores de la NCAA pueden cometer cinco faltas personales antes de ser expulsados, a diferencia de sus homólogos de la NBA, que pueden cometer seis. Esto mantiene la misma proporción de minutos de juego por falta permitida, ocho. Sin embargo, la WNBA permite a las jugadoras seis faltas personales a pesar de jugar el mismo número de minutos que la NCAA. El número de faltas de equipo asignadas también es diferente. En las tres competiciones, las faltas de equipo pueden clasificarse como de tiro o de no tiro. Una falta de tiro se produce cuando un jugador recibe una falta en el acto de lanzar (mientras está en el aire), lo que le da la oportunidad de lanzar tiros libres. Una falta común (falta no de tiro) consiste en todas las demás faltas, incluida la de hacer contacto con el jugador contrario mientras "mete la mano" para robar el balón.
Un equipo puede cometer un número determinado de faltas no canasta por periodo antes de que se concedan tiros libres al equipo contrario. En la NBA, la WNBA y (desde 2015-16) el baloncesto femenino de la NCAA, la quinta falta del equipo en un cuarto coloca al equipo en penalización. Por cada falta a partir de la quinta, sea o no de tiro, el equipo contrario recibe dos tiros libres. Además, si un equipo de la NBA o de la WNBA no ha entrado en penalización en los dos últimos minutos de un periodo, su recuento de faltas de equipo se reinicia; la segunda falta de equipo en los dos últimos minutos desencadena la penalización. En el juego masculino de la NCAA, la penalización comienza con la séptima falta de equipo en un periodo. Sin embargo, el jugador que ha recibido la falta debe lanzar el primer tiro libre para poder lanzar el segundo. Esta situación se denomina "uno y uno" o "uno y el bonus". En la décima falta de equipo, entra en juego la situación de "doble bonus", lo que significa que cada falta de equipo subsiguiente da lugar a dos tiros libres para el equipo contrario. No se lanzan tiros libres en ninguno de los dos niveles por una falta de control del jugador, que es una falta ofensiva (normalmente una carga). A diferencia de las reglas de la NBA/WNBA, el recuento de faltas de equipo no se reinicia en los dos últimos minutos de un periodo (masculino) o de un cuarto (femenino). Los periodos de tiempo extra se consideran una extensión de la segunda parte según las reglas masculinas de la NCAA y del cuarto cuarto según las reglas femeninas de la NCAA, pero no según las reglas de la NBA/WNBA; en esas ligas, la cuarta falta de equipo en cualquier periodo de tiempo extra, o la segunda en los dos últimos minutos, desencadena la penalización.
Cuando surge una disputa por la posesión del balón, en la NBA y la WNBA se utiliza el jump ball. En la NCAA, una vez que se ha establecido la primera posesión desde el puntapié inicial, no se producen más saltos de balón excepto para comenzar un periodo de tiempo extra. Desde 1981, una flecha de posesión en la mesa del anotador ha dictado qué equipo debe poseer el balón, con la flecha cambiando de dirección después de cada uso.
Los equipos de la NCAA pueden pedir un tiempo muerto después de haber hecho una canasta (Indiana anota una canasta de campo de 3 puntos y pide un tiempo muerto); en la NBA y la WNBA, solo el equipo contrario puede pedir un tiempo muerto después de hacer una canasta. Desde la temporada 2015-16 hasta la 2018-19, se prohibió a los entrenadores masculinos de la NCAA pedir tiempos muertos desde el banquillo mientras el balón estuviera vivo en cualquier momento del partido; de 2019 a 2020, se les permite de nuevo pedir dichos tiempos muertos, pero solo durante los 2 últimos minutos de cualquier periodo (mitad o prórroga). Los jugadores no han estado sujetos a esta restricción.
Además, la NBA limita los tipos de defensa que un equipo puede jugar, principalmente en un esfuerzo por evitar que los entrenadores ralenticen el ritmo del juego utilizando defensa en zonas. La defensa en zona está permitida en la NBA y la WNBA; sin embargo, los jugadores no pueden permanecer en el carril durante más de tres segundos si no están vigilando a nadie. En el baloncesto de la NCAA no existe tal restricción, y los entrenadores son libres de diseñar diversas técnicas defensivas.
En el baloncesto universitario, es obligatorio por norma que el equipo local vista su camiseta blanca o de color claro, mientras que el equipo visitante viste su camiseta de color más oscuro. La NBA, como la mayoría de las demás ligas deportivas profesionales, deja que el equipo local decida qué uniforme llevar, pero salvo algunas excepciones el equipo local ha seguido la tradición del juego universitario y viste de blanco (o en el caso de Los Angeles Lakers para los partidos en casa que no son domingo, de dorado) en casa. Desde la temporada 2017-18, la NBA solo exige que los equipos que juegan en la carretera lleven colores que contrasten lo suficiente con la elección del equipo local, lo que significa que ahora son posibles los partidos "color sobre color". Esto es solo para la temporada regular; los equipos locales siempre visten de blanco durante los playoffs. La WNBA, sin embargo, sigue la norma universitaria para todos los partidos.
La NBA introdujo un nuevo código de vestimenta en 2005. A partir de entonces, los jugadores deben vestir ropa informal de negocios siempre que participen en actividades del equipo o de la liga. Esto incluye una camisa de vestir de manga larga o corta (con cuello o de cuello alto), y/o un jersey; pantalones de vestir, pantalones caqui, o vaqueros de vestir, y zapatos y calcetines apropiados, incluyendo zapatos de vestir, botas de vestir, u otros zapatos presentables, pero no incluyendo zapatillas de deporte, sandalias, chanclas, o botas de trabajo. La WNBA tiene un código de vestimenta similar, ajustado a la vestimenta femenina estándar. Las normas de la NCAA no establecen un código de vestimenta, sino que lo dejan a discreción de cada equipo o conferencia.
Las organizaciones también tienen normas diferentes para los números de camiseta. Mientras que la NBA y la WNBA permiten a las jugadoras llevar cualquier número del 0 al 99, incluido el 00, siempre y cuando esté disponible, la NCAA prohíbe cualquier número de camiseta que contenga un 6, 7, 8 o 9. Esto se hace para permitir que las jugadoras puedan llevar cualquier número de camiseta. Esto se hace para permitir que el árbitro pueda señalar faltas usando señales manuales con una mano, ya que cada mano tiene sólo cinco dedos. El baloncesto de High School, cuyas reglas son establecidas por la National Federation of State High School Associations, también sigue la convención de la NCAA sobre la numeración de las camisetas.

## Otras divisiones
Aunque menos comercializadas que la División I, la División II y la División III son organizaciones de baloncesto universitario de gran éxito. Por lo general, las universidades pequeñas se unen a la División II, mientras que las universidades de todos los tamaños que deciden no ofrecer becas deportivas se unen a la División III. Los medios de comunicación nacionales rara vez televisan partidos que no sean de la D-I de la NCAA, aunque la CBS televisa la final del campeonato de la División II de la NCAA, mientras que CBS College Sports Network televisa las semifinales, así como la final de la División III.
.

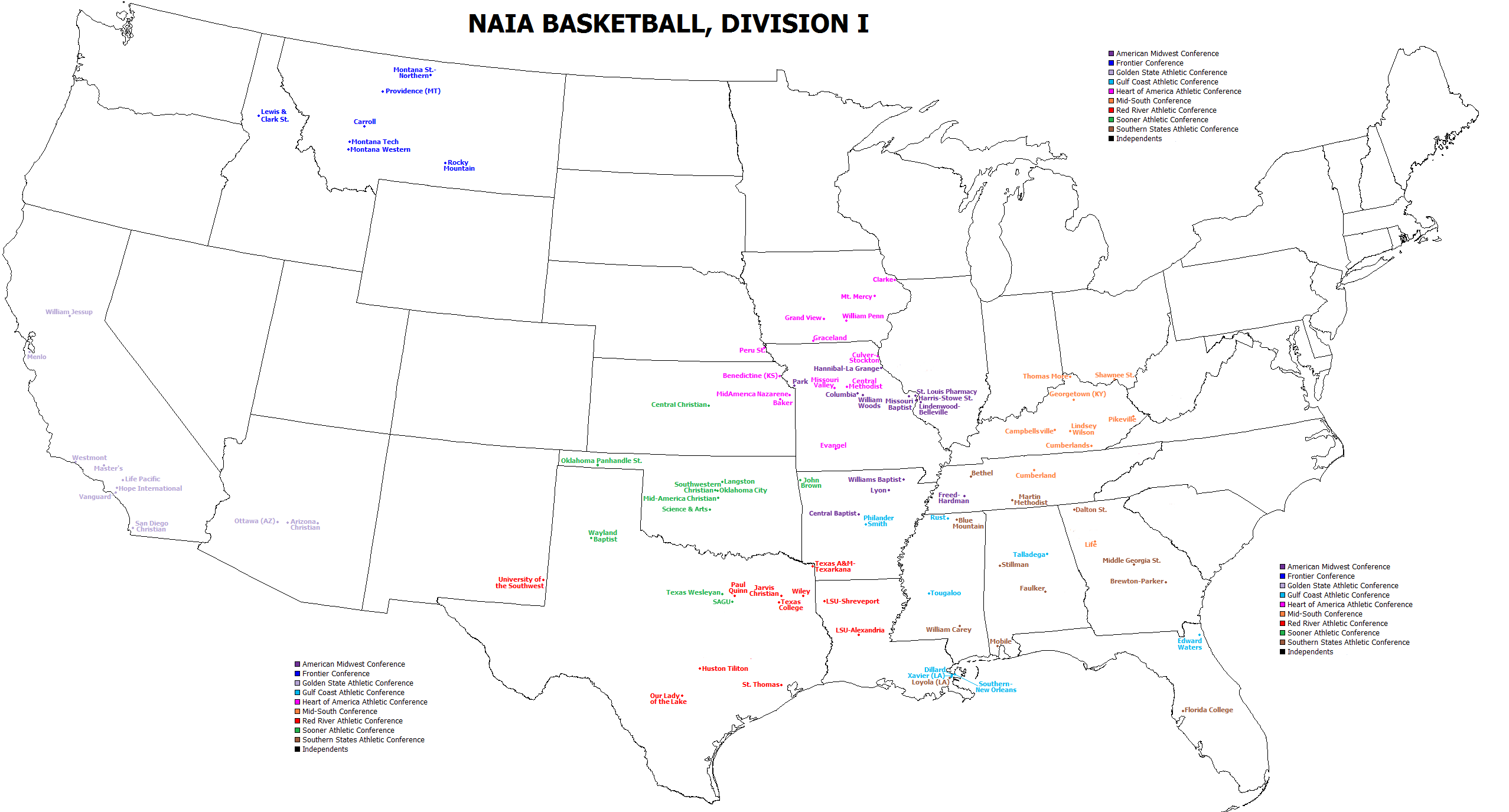
Mapa de todos los equipos de baloncesto de la División I de la NAIA

La NAIA también patrocina el baloncesto de nivel universitario masculino y femenino. El NAIA Men's Basketball National Championship se ha celebrado anualmente desde 1937 (con la excepción de 1944 y 2020), cuando fue establecido por James Naismith para coronar a un campeón nacional para colegios y universidades más pequeños. A diferencia de la NCAA Torneo, el Torneo de la NAIA sólo cuenta con 32 equipos, y todo el torneo se disputa en una semana en lugar de tres fines de semana. Desde 2002 el Torneo Nacional de la NAIA se juega en Municipal Auditorium en Kansas City, Missouri. (en 1994-2001 se celebró en Tulsa, Oklahoma, y de 1937 a 1999 se celebró en el Municipal entonces Kemper Arena de Kansas City). La cobertura mediática ha corrido esporádicamente a cargo de la CBS, la Victory Sports Network y diversos medios menos conocidos.
.

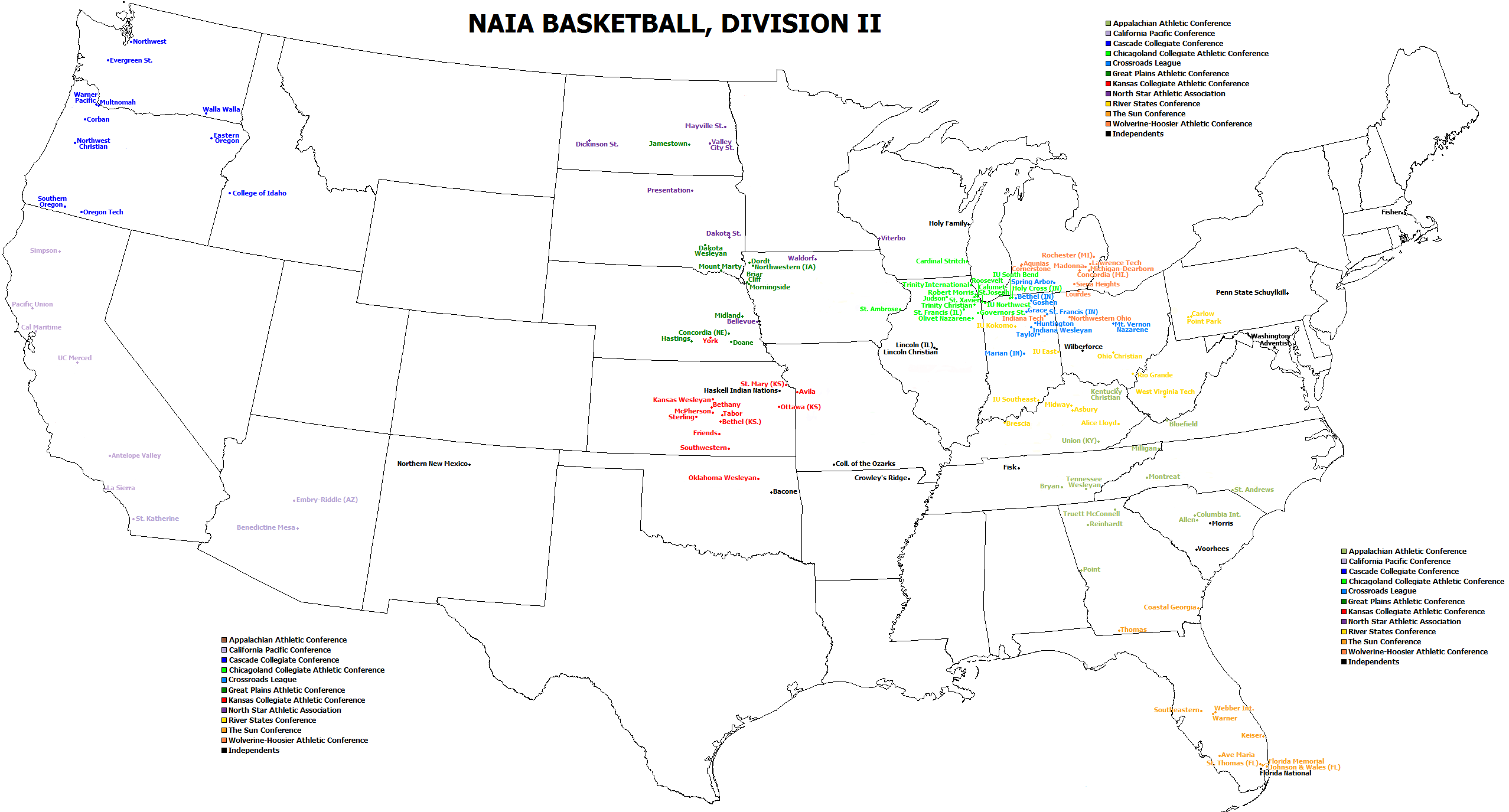
Mapa de todos los equipos de baloncesto de la División II de la NAIA

Desde 1992 hasta 2020, la NAIA patrocinó un Campeonato de la División II, similar al de las divisiones I y II de la NCAA. También hay un Campeonato de baloncesto femenino de la NAIA, que también se dividió en las divisiones I y II hasta la temporada 2019-20. De 2020 a 2021, la NAIA adoptará un formato de una sola división para el baloncesto, con los torneos masculino y femenino con 64 equipos cada uno. En ambos torneos, las dos primeras rondas se llevarán a cabo en 16 sedes regionales, y solo el ganador de cada sede avanzará a la sede final del torneo.
La única escuela que ha ganado títulos nacionales tanto en la NAIA como en la División I de la NCAA es Louisville; los Cardinals también han ganado el título del NIT. Southern Illinois ha ganado los títulos NAIA y NIT. Central Missouri y Fort Hays State han ganado títulos nacionales de la NAIA y de la División II de la NCAA. Indiana State ha ganado un título de la NAIA y ha terminado como subcampeón nacional en la NAIA (dos veces), en la División II de la NCAA (una vez) y en la División I de la NCAA (una vez).

## Premios
- Premios de baloncesto universitario masculino
- Premios del baloncesto universitario femenino
- National Collegiate Basketball Hall of Fame
- Sporting News Atleta universitario de baloncesto de la década (2000-09)

## Records y listas

### Hombres
- Lista de equipos con más victorias en el baloncesto universitario masculino de la División I de la NCAA
- Lista de entrenadores universitarios de baloncesto masculino con 600 victorias
- Apariciones en la Final Four masculina de la División I de la NCAA por escuela
- Lista de apariciones en la Final Four masculina de la División I de la NCAA por entrenador
- Apariciones en la Final Four masculina de la División I de la NCAA por escuela
- NCAA Division I men's basketball tournament all-time team records
- Participaciones en torneos de baloncesto masculino de la División I de la NCAA por escuela
- Candidaturas a torneos de baloncesto masculino de la División I de la NCAA por escuela y conferencia
- NCAA Division I men's basketball tournament records
- Campeonatos de baloncesto masculino de la NAIA
- NCAA Division I Men's basketball statistical leaders
- Lista de entrenadores actuales de baloncesto masculino de la División I de la NCAA

### Mujeres
- NCAA Division I Women's Tournament bids by school
- Campeonatos de baloncesto femenino de la NAIA
- AIAW Women's Basketball Champions
- Lista de líderes en anotación en la carrera de baloncesto femenino de la División I de la NCAA